# Palicourea premontana
Palicourea premontana är en måreväxtart som beskrevs av Charlotte M. Taylor. Palicourea premontana ingår i släktet Palicourea och familjen måreväxter. Inga underarter finns listade i Catalogue of Life.